# (32897) Curtharris
(32897) Curtharris est un astéroïde de la ceinture principale aréocroiseur.

## Description
(32897) Curtharris est un astéroïde aréocroiseur. Il présente une orbite caractérisée par un demi-grand axe de 2,34 UA, une excentricité de 0,30 et une inclinaison de 23,9° par rapport à l'écliptique.

## Compléments